# Wilhelm Rein

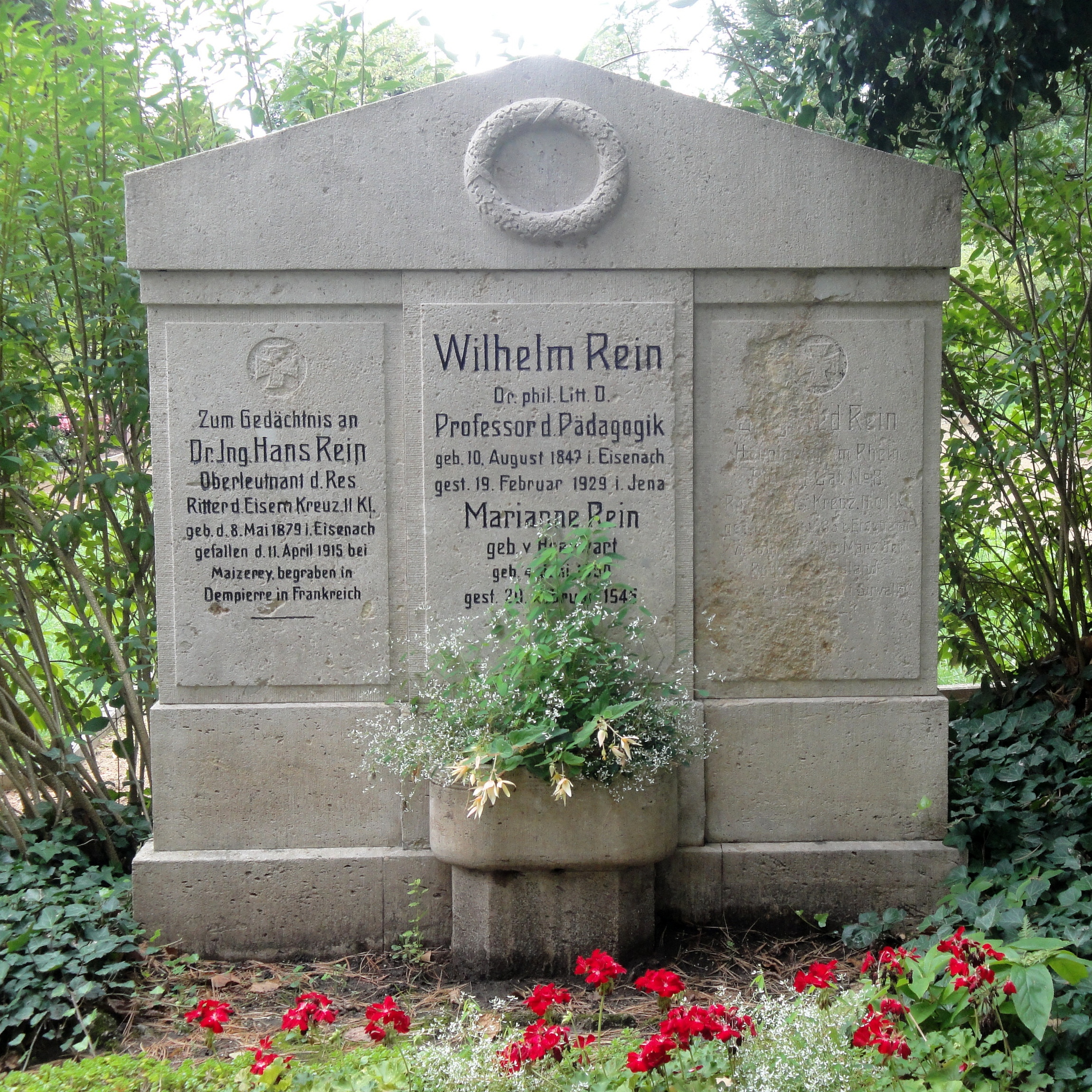
Sírhely, Jéna

Georg Wilhelm Rein (Eisenach, 1847. augusztus 10. – Jéna, 1929. február 19.) német pedagógus, egyetemi tanár, a herbartiánus pedagógia neves képviselője.

## Pályafutása
Édesapja középiskolai tanár volt. Középiskolai tanulmányait szülővárosa gimnáziumában végezte. 1866-ban érettségizett. Ebben az évben kezdte meg tanulmányait a jénai teológiai főiskolán, ahol az egyetemen hallgatta a herbartista Karl Volkmar Stoy pedagógia előadásait is. 1867-ben a heidelbergi egyetemen tanult. Teológiai tanulmányainak befejezése után (1869) Lipcsébe ment, hogy Tuiskon Ziller egyetemi pedagógiai szemináriumában folytassa tanulmányait. A lipcsei egyetemen a szemináriumi munka mellett gyakornokként, majd mint tanár a szakképző iskolában dolgozott. Itt ismerkedett meg Kármán Mórral, akivel élete végéig baráti kapcsolatban maradt. 1871-től gimnáziumi, majd tanítóképző intézeti tanárként, ill. igazgatóként dolgozott. Előbb Barmen-Wupperfeldben , 1872-től Weimarban, majd 1876-tól Eisenachban. Eközben hétkötetes népiskolai módszertani vezérkönyvet adott ki.
Jelentős különbség alakult ki nézetei és Ziller herbartizmusa közt. Értelmezései és magyarázatai szerint vált a herbarti didaktika világszerte ismertté, s lett Németországban is uralkodóvá. Herbartista maradt, de igyekezett a herbarti pedagógia keretébe beépíteni neveléstudomány minden újabb eredményét, amit a 19. század második felében a német nevelés elmélete és gyakorlata elért. Az oktatási folyamat pszichológiai elemzését adta, közérthetővé tette az elméleti alapokat, részletesen foglalkozott a tananyag-elrendezés (tantervelmélet) kérdéseivel, különösen a koncentráció lehetőségeivel, szükségességével. A tanítási folyamatot tágabb időszakként, „methodikai egységként” vizsgálta, nem merevítette be azt egy tanítási óra szükségszerűségébe. Az ő megnevezései szerint váltak közismertté a Herbart–Ziller fokozatok, amelyek egy-egy methodiai egység feldolgozás során valósulnak meg. 

1. előkészítés (Vorbereitung);
2. az új ismeret nyújtása (Darbietung);
3. kapcsolás a régi ismeretekkel (Verknüpfung);
4. összefoglalás (Zusammenfassung);
5. alkalmazás (Anwendung).
Doktori dolgozatát a lipcsei, de a bonni egyetem is elutasította. 1872-en a rostocki egyetemen doktorált.

1885-ben Karl Volkmar Stoy katedráját foglalta el Jénában, ahol 1923-ig, nyugalomba vonulásáig működött. A jénai pedagógiai szemináriuma abban az időben nemzetközi rangú központja volt a neveléstudománynak. A gyakorlóiskolájában alakult ki az a képzési eljárás, amelynek alapsajátosságai még napjainkban is megfigyelhetők a magyarországi intézményes tanító- és tanárképzés gyakorlati képzésében
– a gyakorlatokat vezető-tanár, vagy a képzésben részt vevő gyakorló pedagógusjelölt bemutató tanítása;
– a bemutatást követő „konferencia” (bírálat), amelyet a tanítást bemutató önkritikája vezet be, és az előre kijelölt recenzens bírálata követ;
– a bemutatás általános vitája, melyben a bemutatáson részt vevő minden pedagógus és pedagógusjelölt elmondja/elmondhatja véleményét.
A jénai gyakorlóiskola – mint teljesen független intézmény – egyúttal kísérleti iskola is volt. A pedagógusképzésen kívül kezdeményezően lépett fel a pedagógus-továbbképzés területén. Elsőként szervezett nyári nemzetközi pedagógiai tanfolyamokat, amelyek még az I. világháború után is látogatottak voltak. A herbarti pedagógia kevésbé formális magyarázatának és értelmezésének terjesztése céljából létrehozta a Pedagógiai Tudományos Egyesület (Verein für wissenschaftliche Pädagogik). Ebből a szempontból különösen nagy jelentősége volt a szerkesztésében megjelent pedagógiai enciklopédikus kézikönyvnek – Mind egyetemi szemináriumában, mind pedig a tanfolyamokon számos magyar látogató is megfordult.

„Az 1990. év nyarán a vallás- és közoktatásügyi m. kir. miniszter két állami tanítóképző-intézeti igazgatót és három tanárt, köztük engem is, kiküldött a jénai egyetem pedagógiai szemináriumában rendezett nyári tanfolyamra azon kötelezettséggel, hogy tanulmányainkat és szerzett tapasztalatainkat azután itthon a hazai közoktatás javára gyümölcsöztessük. Mi állami kiküldöttek még az előadás megkezdése előtt megbeszéltük és megállapítottuk Jénában, hogy mindegyikünknek egy előadást különös figyelemmel kell kísérnie.”
Hazánkon kívül jelentős hatása volt a Skandináv országokban és Angliában.

## Műveiből
- Herberts Regierung, Unterricht und Zucht – 1873.
- Theorie und Praxis des Volksschulunterrichts nach Herbartischen Grundsätzen I–VIII. – 1878–1885.
- Pädagogik im Grundriss – 1890.
- Enzyklopädisches Handbuch der Pädagogik I–VII. 1894–1899; I–X. 1903–1911.2
- Pädagogik in systematischer Darstellung I–II – 1902–1906.
- Kunst, Politik, Pädagogik: gesammelte Aufsätze – 1911.
- Deutsche Schulerziehung – 1913.
- Die Herbartische Pädagogik im Lichte der Gegenwart – 1915.
- Zur Neugestaltung unseres Bildungswesens: Rückblicke und Ausblicke – 1917.